# Brongkol
Brongkol is een bestuurslaag in het regentschap Semarang van de provincie Midden-Java, Indonesië. Brongkol telt 3731 inwoners (volkstelling 2010).